# Błona włóknista wątroby
Błona włóknista wątroby (łac. tunica fibrosa), dawniej torebka Glissona (capsula Glissoni) – warstwa tkanki łącznej otaczająca wątrobę.
Jest to cienka łącznotkankowa błona. Od strony zewnętrznej graniczy z otrzewną okrywającą wątrobę. Podobnie jak ona błona włóknista wątroby jest przezroczysta, tak więc patrząc z zewnątrz na narząd rozpoznać można szczegóły jego wewnętrznej budowy, jak zraziki, nie trzeba nawet pozbawiać wątroby otaczających ją błon, choć obie odchodzą dosyć łatwo. Istnieją też takie miejsca na powierzchni wątroby, które pokrywa sama błona włóknista, bez otrzewnej. Rozpoznaje się je po wyglądzie. Te pokryte błoną surowiczą sprawiają bowiem wrażenie gładkich, lśniących, te z błoną włóknistą na wierzchu zdają się raczej chropowate. We wnęce wątroby błona włóknista jest szczególnie dobrze rozwinięta – mówi się o torebce włóknistej okołonaczyniowej (capsula fibrosa perivascularis). Otacza tam struktury anatomiczne wstępujące przez wnękę do wątroby bądź też wychodzące z niej, zagłębia się także pomiędzy zraziki wątrobowe. U człowieka tkanka łączna międzyzrazikowa występuje w skromnej ilości, co sprawia, że niezbyt dobrze odgraniczają się od siebie sąsiadujące zraziki. Znacznie więcej tej tkanki znajduje się np. u świni.
Z histologicznego punktu widzenia błonę włóknistą budują włókna klejodajne i włókna sprężyste.
Nazwa eponimiczna upamiętnia angielskiego lekarza Francisa Glissona.